# Hessisches Landesmuseum (Kassel)

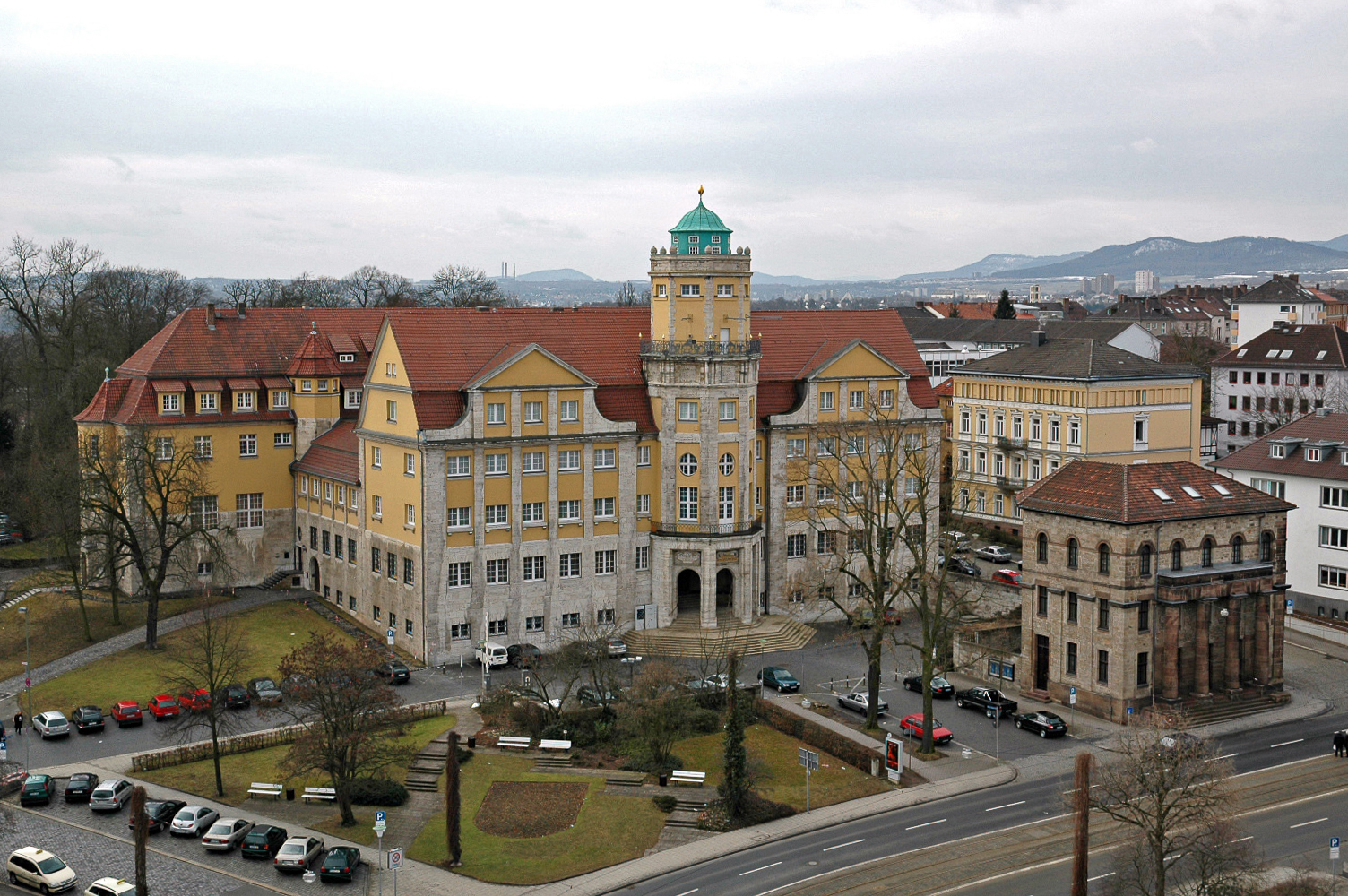
Hessisches Landesmuseum, rechts die Torwache (2005)

Das Hessische Landesmuseum in Kassel liegt am Brüder-Grimm-Platz, am Rande der Innenstadt und dem Beginn der Wilhelmshöher Allee. Von 2008 bis 2016 war das Museum wegen Sanierungsarbeiten geschlossen. Im Hessischen Landesmuseum werden auf drei Ebenen mit rund 3800 m² Ausstellungsfläche über 6000 Objekte aus den Sammlungen der Vor- und Frühgeschichte, der Angewandten Kunst und der Volkskunde präsentiert.

## Geschichte
Entworfen vom Architekten Theodor Fischer wurde das Museum am 23. August 1913, zur Tausendjahrfeier der Stadt Kassel, eingeweiht. Der historisierende Entwurf des Architekten orientierte sich an hessischen Baudenkmälern der Spätrenaissance. Abgesehen von dem dominanten, mittig gesetzten Turm weist das Gebäude den traditionellen Grundriss eines Kunstmuseums nach Friedrich Schinkels funktionalem Vorbild auf: eine Fünfflügelanlage mit zwei Binnenhöfen. Das Gebäude überstand den Zweiten Weltkrieg, im Gegensatz zur nahezu völligen Zerstörung der nahegelegenen Kasseler Innenstadt, mit nur geringen Schäden. Daher wurde in der frühen Nachkriegszeit dort auch die Gemäldegalerie Alte Meister aufgenommen. Von 1946 bis 1948 stellte die Hessische Sezession in den Galerieräumen des Hessischen Landesmuseums aus. Nach dem Wiederaufbau der Neuen Galerie und des Schlosses Wilhelmshöhe wurden in den 1970er Jahren die Sammlungen der Kasseler Museen neu geordnet.

## Sammlungen im Hessischen Landesmuseum

### Vor- und Frühgeschichte
Bereits 1704 ließ Landgraf Karl bei Gudensberg Grabhügel untersuchen. Diese und spätere Funde werden seit 1913 im Hessischen Landesmuseum gezeigt. Bis heute gelangt der überwiegende Teil der nordhessischen Bodenfunde in diese Kasseler Sammlung. Aus allen Zeitstufen liegen Funde zur Geschichte und Entwicklung des nordhessischen Raumes in der Zeit vor dem Einsetzen der ersten Schriftquellen vor. Die Spanne reicht dabei von Funden der Alt- und Mittelsteinzeit (ab etwa 800.000 v. Chr.) über die Jungsteinzeit (ca. 5.500–2.200 v. Chr.), die Bronze- und Eisenzeit (ca. 2.200 v. Chr.–450 n. Chr.) bis hin zum Frühmittelalter (ca. 450 n. Chr.–900 n. Chr.).

### Angewandte Kunst
Den Kernbestand der Sammlung Angewandte Kunst (früher Kunsthandwerk und Plastik) bildet die Sammlung der hessischen Landgrafen, die vorher bereits im Fridericianum ausgestellt worden war. Zur Sammlung zählen mittelalterliche Skulpturen, Altäre, Kleinkunst und sakrale Objekte. Außerdem große Teile der Schatzkammer und der Silberkammer, aber auch Schätze der Kunstkammer von Wilhelm IV. und Moritz dem Gelehrten. Zudem barocke Kunst vom Hof Landgraf Karls, eine historische Glassammlung von Wilhelm VIII. sowie eine historische Bernsteinsammlung, eine Elfenbeinsammlung, hessische Fayencen, Porzellan aus Meißen, Kassel, Fulda und Exponate der fürstlichen Porzellangalerie aus China und Japan. Umfangreich sind auch die Bestände an Schmuck, Skulpturen, Textilien, Möbeln und das Hessische Münzkabinett mit Münzen, Medaillen und Gemmen. Die Sammlung Angewandter Kunst ab 1840 zeigt den Historismus, den Jugendstil und das Kunsthandwerk der Moderne. Design ist vom Bauhaus, über die 1950er bis 1980er des 20. Jahrhunderts bis zur Postmoderne vertreten.

### Volkskunde
Die Volkskundesammlung ist die größte Hessens. Die Schwerpunkte liegen in den Bereichen der Tracht, der vorindustriellen Arbeit, des Wohnens und des Spielzeugs. Ihre Ansätze liegen im 19. Jahrhundert, als das Nationalbewusstsein des Bürgertums zu einer Besinnung auf die kulturellen Werte des eigenen Volkes führte. Im 1913 eröffneten Museum war die Volkskunde insofern auch Ausdruck eines neuen Museumskonzeptes, das die Pflege der heimischen Altertümer betonte. Nach Verlusten im Zweiten Weltkrieg vermehrte sich der Bestand später wieder. Seit 1980 standen keine Ausstellungsräume mehr zur Verfügung. Die Volkskundesammlung war deshalb vollständig magaziniert und konnte nur in Sonderausstellungen und Veröffentlichungen in Teilen vorgestellt werden.

## Ehemalige Sammlungen im Hessischen Landesmuseum

### Deutsches Tapetenmuseum
Das Deutsche Tapetenmuseum dokumentierte die Geschichte der Wandbekleidung und umfasste rund 23.000 Objekte. Es wurde 1923 auf Initiative des Tapetenhändlers Gustav Iven gegründet. Nachdem das Tapetenmuseum seine Exponate bereits an anderen Standorten in Kassel ausgestellt hatte, zog die Sammlung 1976 in das Hessische Landesmuseum. 1993 ging das bis dahin privat geführte Museum in die Trägerschaft des Landes Hessen über. Mit dem Beginn der Sanierungsarbeiten im Jahr 2008 wurde das Museum geschlossen.
Derzeit ist für die einmalige Tapetensammlung ein Museumsneubau mit zeitgemäßer Dauerausstellung in Planung. Daher ist die Sammlung im Moment nur über einen Online-Katalog zugänglich.

## Ausstellungen
- 2017/2018: Bibel in Eisen. Biblische Motive auf Ofenplatten des 16. Jahrhunderts. Katalog.